# Memory Alpha
Memory Alpha er en wiki, der handler om tv-serien Star Trek.
Memory Alpha blev i november 2003, oprettet af Nederlænderen Harry Doddema og den amerikanske Dan Carlson.
Der findes en Engelsk version af wiki, og der er også Kinesiske, tyske, Esperanto, franske, nederlandske, polske, portugisiske, russiske, serbiske, spanske, tjekkiske og svenske versioner.
Den 21. juni 2017, havde den engelske encyklopædi 42.734 artikler. Den svenske Memory Alpha havde 1378 artikler.
Navnet Memory Alpha kommer fra den oprindelige Star Trek-episoden "Lights of Zetar" og var navnet på det bibliotek af United Federation of Planets.

## Eksterne link
- Officiel hjemmeside (engelsk)